# Опытное Поле (Красноярский край)
О́пытное По́ле — посёлок в Минусинском районе Красноярского края, входит в состав Селиванихинского сельсовета.

## География
Поселок находится на расстоянии примерно 1 км к юго-западу от города Минусинск, административного центра района.

### Климат
Климат характеризуется суровой продолжительной зимой с длительными морозами и устойчивым снежным покровом. Средняя температура января —22.4 ºС с возможным понижением до —57 ºС. В отдельные теплые дни теплых зим возможно повышение температуры воздуха до положительных значений. Весна поздняя, короткая, прохладная. Ясная ветреная погода и увеличение продолжительности солнечного сияния способствует быстрому прогреванию и просыханию почвы. Лето наступает в конце мая и продолжается 2,5 месяца. Средняя температура самого теплого месяца июля +16.9 ºС. Осенний период вдвое продолжительнее весеннего, характеризуется  ранними заморозками. Средняя годовая температуры воздуха —3.4 ºС. Годовое количество осадков – 510 мм. Максимальное за год количество осадков выпадает в июле-августе. Зимний сезон относительно сухой. Устойчивый снежный покров образуется в начале ноября. 

## История
Минусинская опытная станция садоводства и бахчеводства образована в 1911 году. Целью работы является создание новых сортов плодовых и ягодных культур для степных малоснежных районов Восточно-Сибирского региона. В настоящее время именуется «Минусинская опытная станция садоводства и бахчеводства Красноярского НИИСХ».

## Население
| 2010 |
| ---- |
| 394  |

### Национальный состав
Согласно результатам переписи 2002 года, в национальной структуре населения русские составляли 95 % из 360 чел.